# Spotlight (2015.)
Spotlight je američki biografski dramski film iz 2015. godine koji je režirao Tom McCarthy, a napisali McCarthy i Josh Singer. [4] [5] Film prati tim "Spotlight" The Boston Globea, najstarije novinsko istraživačke novinarske jedinice u Sjedinjenim Državama, [6] i istragu slučajeva široko rasprostranjenog i sustavnog zlostavljanja djece na području Bostona od strane brojnih rimokatoličkih svećenika. Temelji se na nizu priča tima Spotlight koji je The Globeu 2003. godine dodijelio Pulitzerovu nagradu za javnu službu. [7] U filmu glume ansambl koji uključuje Mark Ruffalo, Michael Keaton, Rachel McAdams, John Slattery i Stanley Tucci, a Brian d'Arcy James, Liev Schreiber i Billy Crudup u sporednim ulogama. [8]
Reflektori su prikazani u dijelu izvan konkurencije 72. međunarodnog filmskog festivala u Veneciji. [9] Također je prikazan na Telluride Film Festivalu i odjeljku za posebne prezentacije Međunarodnog filmskog festivala u Torontu 2015. [10] Film je 6. studenog 2015. objavio Open Road Films i zaradio 98 milijuna dolara širom svijeta. [3] Dobitnik je brojnih nagrada cehova i udruga kritičara, a razne su ga publikacije proglasile jednim od najboljih filmova u 2015. godini. Spotlight je osvojio Oscara za najbolji film, zajedno s najboljim originalnim scenarijem, iz ukupno šest nominacija.

## Radnja
1976. godine u policijskoj postaji u Bostonu dvojica policajaca raspravljaju o uhićenju katoličkog svećenika Fr. John Geoghan, za zlostavljanje djece. Visoki svećenik razgovara s majkom djece. Potom pomoćnik okružnog državnog odvjetnika ulazi u krug i govori policajcima da ne dopuštaju novinarima da saznaju što se dogodilo. Uhićenje se utišava, a svećenik je pušten.
2001. Boston Globe zapošljava novog urednika Martyja Barona. Baron upoznaje Waltera "Robbyja" Robinsona, urednika novinskog tima "Spotlight", malu skupinu novinara koji pišu istraživačke članke kojima treba nekoliko mjeseci da bi istražili i objavili. Nakon što je Baron pročitao kolumnu Globe o odvjetniku Mitchellu Garabedianu, koji kaže da je kardinal Bernard Law (bostonski nadbiskup) znao da John Geoghan seksualno zlostavlja djecu i da nije učinio ništa da ga zaustavi, on potiče tim Spotlight-a da istraži. Novinar Michael Rezendes kontaktira Garabediana, koji u početku odbija intervju. Iako mu se kaže da ne smije, Rezendes otkriva da je u timu Spotlight, nagovarajući Garabediana na razgovor.
U početku vjerujući da slijede priču o jednom svećeniku koji je nekoliko puta ganut, tim Spotlight-a započinje otkrivati obrazac seksualnog zlostavljanja djece od strane katoličkih svećenika u Massachusettsu i trajno zataškavanje Bostonske nadbiskupije. Putem Phila Saviana, koji je na čelu grupe za zaštitu žrtava mreže preživjelih onih koji su zlostavljani od strane svećenika (SNAP), s čijim je članovima razgovarao reporter Globea Sacha Pfeiffer, tim je proširio svoju potragu na 13 svećenika. Preko Richarda Sipea, bivšeg svećenika koji je radio na rehabilitaciji svećenika pedofila, saznaju da prema njegovom iskustvu tijekom desetljeća 50% svećenika nije celibat, iako je većina u vezama s drugim odraslima. Također iznenađuje novinare da bi njegovi nalazi sugerirali da je njihova procjena broja svećenika pedofila niska te da bi u Bostonu trebalo biti otprilike 90 svećenika nasilnika (6% svećenika). Kroz svoja istraživanja razvijaju popis od 87 imena i počinju pronalaziti svoje žrtve kako bi potkrijepili svoje sumnje. Istraga počinje uzimati danak na timu: izvjestitelj Matt Carroll saznaje da je jedan od centara za liječenje svećenika u istom bloku kao i dom njegove obitelji, Pfeiffer se nakon svjedočenja ogromnom opsegu istrage ne može pohađati crkvu sa svojom Nanom, Rezendes se zalaže za brzo iznošenje priče kako bi spriječio daljnje zlostavljanje, a Robinson se suočava s odbacivanjem nekih svojih bliskih prijatelja za koje je saznao da su bili saučesnici u zataškavanju fenomena.
Kada se dogode napadi 11. rujna, tim je prisiljen ukloniti priču iz prioriteta. Oni dobivaju zamah kad Rezendes od Garabediana sazna da postoje javno dostupni dokumenti koji potvrđuju da je kardinal Law upoznat s problemom i da ga je ignorirao. Iako Rezendes glasno tvrdi da vodi priču neposredno prije nego što strada više žrtava i suparničke novine objavljuju, Robinson ostaje uporan za daljnja istraživanja kako bi sistemski problem mogao biti cjelovitije izložen. Nakon što Boston Globe pobijedi u slučaju da se otpečati još više pravnih dokumenata koji pružaju dokaze o toj široj slici, Spotlight tim napokon počinje pisati priču i planira objaviti svoja otkrića početkom 2002.
Kad se spremaju tiskati, Robinson priznaje timu da mu je odvjetnik Eric MacLeish 1993. poslao popis od 20 svećenika pedofila, a on nikada nije nastavio. Ali Baron i dalje pohvaljuje napore njegova i njegovog tima da sada razotkrije zločine. Priča ide u tisak s mrežnom poveznicom na dokumente koji otkrivaju neaktivnost kardinala Lawa i telefonskim brojem žrtava svećenika pedofila. Sljedećeg jutra, tim Spotlight-a našao se zasut telefonskim pozivima žrtava koje su se javile da ispričaju svoje priče.
Tekstualni epilog napominje da je kardinal Law dao ostavku u prosincu 2002. godine i da je na kraju promoviran u baziliku Santa Maria Maggiore u Rimu, prije nego što je predstavio popis mjesta u Sjedinjenim Državama i širom svijeta u kojima su se dogodili veliki skandali koji uključuju zlostavljanje od strane svećenika.

## Vanjske poveznice
- Spotlight u internetskoj bazi filmova IMDb-a